# Молодинский сельский округ
Молодинский сельский округ — упразднённая административно-территориальная единица, существовавшая на территории Чеховского района Московской области в 1994—2004 годах.
Молодинский сельсовет был образован в первые годы советской власти. По данным 1919 года он входил в состав Молодинской волости Подольского уезда Московской губернии.
В 1926 году Молодинский с/с включал село Молоди и деревню Змеёвка, а также детдом железнодорожную будку, школу, ферму и отделение милиции.
В 1929 году Молодинский с/с был отнесён к Подольскому району Московского округа Московской области. При этом к нему был присоединён Толбинский с/с.
14 июня 1954 года к Молодинскому с/с был присоединён Матвеевский с/с.
22 июня 1954 года из Львовского с/с в Молодинский было передано селение Лаговское.
26 декабря 1956 года из Молодинского с/с в Львовский были переданы селения Алтухово, Лаговское, Матвеевское, Михалицы и Романцево.
20 августа 1960 года к Молодинскому с/с были присоединены селения Панино и Сандарово упразднённого Детковского с/с. Одновременно из Молодинского с/с в Любучанский было передано селение Никоново.
1 февраля 1963 года Подольский район был упразднён и Молодинский с/с вошёл в Ленинский сельский район. 11 января 1965 года Молодинский с/с был передан в Чеховский район.
5 августа 1968 года селение Столбовая Молодинского с/с получило статус рабочего посёлка и было выведено из состава сельсовета. При этом в черту р. п. Столбовая из Молодинского с/с были переданы железнодорожная станция Сандарово, питомник лабораторных животных, посёлки спецбазы № 8, механизированной колонны № 44 и предприятия п/я № 13818. В административное подчинение р. п. Столбовая из Молодинского с/с были переданы селения Панино и Сандарово.
3 февраля 1994 года Молодинский с/с был преобразован в Молодинский сельский округ.
2 июля 2004 года Молодинский с/о был упразднён, а его территория передана в Любучанский сельский округ.